# Andrei Vlad
Andrei Daniel Vlad (n. 15 aprilie 1999, Târgoviște, România) este un fotbalist român liber de contract, care joacă pe post de portar. Pe plan internațional, are prezențe la națională pentru România Sub-19, România Sub-17, România Sub-21 și România.

## Începutul carierei
Vlad a făcut junioratul la CSȘ Târgoviște, după care în 2015, la 16 ani, a trecut la Universitatea Craiova. Când încă avea statut de junior, a debutat în Liga I într-un meci cu FC Viitorul, în care antrenorul Gheorghe Mulțescu a dorit să odihnească mai mulți titulari pentru un meci de cupă.

## Cariera profesionistă
La finalul junioratului, tatăl său a cerut clubului o mărire substanțială a salariului care atunci era de 350 de euro pe lună, mărire pe care clubul nu era dispus să-l ofere, iar părinții săi au refuzat contraoferta clubului, în condițiile în care ar fi fost obligat să semneze un contract pe minim 3 ani. În cele din urmă, impresara Anamaria Prodan a convins clubul FCSB să îi ofere Universității Craiova suma de 400.000 de euro pentru a-l putea aduce.
Venit la FCSB, Vlad a fost mai ales rezerva lui Florin Niță, dar a debutat în campionat în meciul pierdut cu 1–0 cu FC Viitorul, în care a primit gol de la Eric, care a șutat de la 25 m. A jucat apoi în Cupa României ca titular în șaisprezecimile de finală ale meciului cu Sănătatea Cluj, câștigat cu 6–1, în care antrenorul Dică a jucat predominant cu juniori; și, după ce echipa și-a asigurat după primele 4 meciuri calificarea în primăvara europeană, a jucat și în meciul de UEFA Europa League în deplasare cu FC Viktoria Plzeň, pierdut cu 2–0, unde evoluția sa a fost apreciată, în ciuda celor două goluri primite.
În optimile Cupei României, cu ACS Poli Timișoara, Vlad a avut primul meci oficial în care a jucat toate minutele și nu a primit gol; a fost lăudat atât de presă cât și de patronul clubului, care a comentat pe tema concurenței pe postul de portar cu mai experimentatul Florin Niță, iar Florin Bratu, antrenorul naționalei U19, i-a remarcat jocul bun de picior și importanța lui pentru stilul ofensiv al echipei sale. În sezonul de primăvară, portarul titular al echipei sale, Florin Niță, s-a transferat la Sparta Praga, iar lui Vlad i s-a acordat credit ca titular. A avut o prestație apreciată în meciul de UEFA Europa League 2017-2018 cu SS Lazio Roma, în care intervențiile sigure i-au adus nota 9 din partea Gazetei Sporturilor, dar în același timp a greșit în fiecare meci de campionat, inclusiv cele două goluri primite în derby-ul cu FC Dinamo București. Ca urmare, pentru a-i crea din nou concurență și pentru a-și asigura postul de portar cu un jucător cu experiență, clubul l-a transferat pe Cristian Bălgrădean de la Concordia Chiajna.
Acesta a câștigat Supercupa României cu FCSB in meciul contra Corvinul Hunedoara. De asemenea, a câștigat și SuperLiga României 2023-2024

## Echipele naționale
După transferul la Universitatea Craiova, Vlad a fost convocat la naționala sub 17 ani a României, unde a jucat trei meciuri în toamna lui 2015.
În 2016, a început să fie convocat la naționala sub 19 ani, cu care în 2017 s-a calificat la turneul de elită pentru calificarea la Campionatul European din 2018.
Ulterior, a făcut pasul la naționala U21, cu care a obținut calificarea la Campionatul European U21 din 2021. Acolo, naționala lui a fost eliminată într-o grupă cu Germania, Țările de Jos și Ungaria, deși nu a înregistrat nicio înfrângere. Vlad a fost unul din remarcații turneului la echipa României, fiind apreciat pentru siguranță și pentru intervențiile dificile reușite, Gazeta Sporturilor numindu-l „unul dintre oamenii turneului pentru [România]”.